# كريفا بالانكا
كريفا بالانكا (بالمقدونية: Крива Паланкa) مدينة في مقدونيا الشمالية. يبلغ عدد سكان المدينة 14 ألف و558 نسمة.